# Christer Allgårdh
Christer Allgårdh, né le 20 février 1967 à Borås, est un ancien joueur de tennis professionnel suédois.

## Carrière
Il est champion de Suède junior indoor en 1979, 1981 et 1985 et outdoor en 1979 et 1981.
Son meilleur résultat sur le circuit ATP en simple est une demi-finale à Athènes en 1988. Il atteint peu après les huitièmes de finale à Kitzbühel et à Palerme. En 1987, il a battu Marián Vajda, 49e mondial. En double, il a la particularité d'avoir remporté le premier tournoi ATP auquel il a pris part à Bari en 1987.
Il s'est également distingué dans des tournois Challenger en atteignant ses deux premières finales à Bergen et à Knokke en 1986, puis deux autres à Tampere et Hanko en 1988. Il a acquis son unique titre à Pescara en 1990. En double, il totalise 7 tournois, remportés entre 1986 et 1993.

## Palmarès

### Titres en double messieurs
| No | Date       | Nom et lieu du tournoi         | Catégorie    | Dotation  | Surface      | Partenaire     | Finalistes                    | Score    |  |
| -- | ---------- | ------------------------------ | ------------ | --------- | ------------ | -------------- | ----------------------------- | -------- |  |
| 1  | 06-04-1987 | Tournoi de tennis de Bari Bari |              | 89 400 $  | Terre (ext.) | Ulf Stenlund   | Roberto Azar Marcelo Ingaramo | 6-3, 6-3 |  |
| 2  | 26-10-1992 | Almanara Cup Guarujá           | World Series | 130 000 $ | Dur (ext.)   | Carl Limberger | Diego Pérez Francisco Roig    | 6-4, 6-3 |  |

### Finales en double messieurs
| No | Date       | Nom et lieu du tournoi  | Catégorie    | Dotation  | Surface      | Vainqueurs                 | Partenaire     | Score    |  |
| -- | ---------- | ----------------------- | ------------ | --------- | ------------ | -------------------------- | -------------- | -------- |  |
| 1  | 09-11-1992 | Banespa Open São Paulo  | World Series | 235 000 $ | Dur (ext.)   | Diego Pérez Francisco Roig | Carl Limberger | 6-2, 7-6 |  |
| 2  | 25-10-1993 | Hellmann's Cup Santiago | World Series | 200 000 $ | Terre (ext.) | Mike Bauer David Rikl      | Brian Devening | 7-6, 6-4 |  |

## Parcours dans les tournois duGrand Chelem

### En simple
N'a jamais participé à un tableau final.

### En double
| Année | Open d'Australie | Open d'Australie | Internationaux de France | Internationaux de France | Wimbledon               | Wimbledon           | US Open | US Open |
| ----- | ---------------- | ---------------- | ------------------------ | ------------------------ | ----------------------- | ------------------- | ------- | ------- |
| 1993  | —                | —                | 1er tour (1/32) S. Groen | D. Adams A. Olhovskiy    | 1er tour (1/32) M. Ruah | P. McEnroe J. Stark | —       | —       |

N.B. : le nom du ou de la partenaire se trouve sous le résultat ; le nom des ultimes adversaires se trouve à droite.